# 6-я гвардейская зенитная артиллерийская дивизия
6-я гвардейская зенитная артиллерийская дивизия Резерва Главного Командования — воинское соединение Вооружённых Сил СССР в Великой Отечественной войне. Участвовала в Львовско-Сандомирской, Верхне-Силезской, Нижне-Силезской, Висло-Одерской, Берлинской и Пражской наступательных операциях.

## История
- Сформирована в Пензенской области в октябре 1943 года как 68-я зенитная артиллерийская дивизия РГК в составе трех зенитных артиллерийских полков малого калибра (1995-й, 1999-й, 2003-й) и полка среднего калибра (2007-й).
- До апреля 1944 дивизия находилась в Moсковском военном округе.

### Боевой путь
- Боевой путь дивизии прошёл через города: Залещики, Львов, Санок, Сандомир, Кельце, Петркув, Глогау, Берлин, Прагу.
- В 1-й половине апреля 1944 была включена в 4-ю танковую (с 17 марта 1945 4-я гвардейская танковая армия) армию 1-го Украинского фронта. В этой армии и фронте действовала до конца войны.
- В июле — августе 1944 дивизия участвовала в Львовско-Сандомирской наступательной операции, прикрывая войска армии. Во взаимодействии с истребительной авиацией 2-й воздушной армии сбила 29 самолётов противника. За отличие в боях при освобождении города Львов ей было присвоено почётное наименование «Львовской» (10 августа 1944).
- В январе — феврале 1945 части дивизии прикрывали войска армии в Сандомирско-Силезской операции. Особенно ожесточенные бои с вражеской авиацией личный состав дивизии вёл при форсировании войсками армии реки Одер (Одра).
- При отражении 25 января налёта группы вражеской авиации в составе 12 истребителей во время переправы через реку Одер геройский подвиг совершил командир расчёта зенитно-пулемётной установки 1995-го зенитного артиллерийского полка комсомолец младший сержант И. Н. Брусов. Сбив один самолёт противника и будучи тяжело ранен, отважный командир продолжал вести огонь из пулемёта по вражеским самолётам и меткой очередью сбил второй истребитель. В неравной схватке Брусов погиб. За свой подвиг посмертно удостоен звания Героя Советского Союза и навечно зачислен в списки 431-го гвардейского (бывшего 1995-го) зенитного артиллерийского полка.
- За образцовое выполнение заданий командования при форсировании войсками армии реки Одер дивизия была удостоена ордена Богдана Хмельницкого 2-й степени (5 апреля 1945).
- В феврале — марте 1945 она участвовала в Нижне-Силезской и Верхне-Силезской наступательной операциях. За проявленные личным составом в боях с немецко-фашистскими захватчиками стойкость, мужество и успешное выполнение боевых задач была преобразована в 6-ю гвардейскую зенитную артиллерийскую дивизию (4 апреля 1945).
- Умело сражались с врагом гвардейцы-зенитчики в Берлинской наступательной операции; в течение 16 дней они сбили 43 самолёта противника. За отличие в боях при штурме советскими войсками Берлина дивизии было присвоено почётное наименование «Берлинской» (4 июня 1945).
- Боевые действия она закончила в Пражской наступательной операции. За образцовое выполнение задач по прикрытию войск армии в этой операции дивизия была награждена орденом Кутузова 2-й степени (4 июня 1945).
- За период боевых действий дивизия нанесла большой урон врагу: сбито 174 самолета, подбито и сожжено 100 танков и штурмовых орудий, уничтожено и подавлено 22 артиллерийских и минометных батарей, уничтожено свыше 4600 и пленено 2650 солдат и офицеров противника.

После войны
- После окончания войны дивизия дислоцировалась на территории Чехословакии в районе Кладно — Дубе — Мотычин — Свинаржице. 30 мая 1945 года в составе войск 4-й гвардейской танковой армии дивизия передислоцировалась на территорию Венгрии, в район города Кесег. В начале июня 1946 года в составе войск 4-й танковой армии дивизия была передислоцирована в ГСОВГна территорию Германии (в советскую оккупационную зону, с 7 октября 1949 года — ГДР).
- 20 марта 1958 года 6-я гвардейская зенитно-артиллерийская дивизия была переформирована в 138-ю гвардейскую зенитно-артиллерийскую Львовско-Берлинскую орденов Кутузова и Богдана Хмельницкого бригаду (войсковая часть 50457). В 1960 году дивизия вернулась на территорию СССР. К 25 июня 1960 года бригада была полностью выведена на территорию СССР (Татищево, Приволжский военный округ), где была расформирована. С 1 августа 1960 года бригада прекратила своё существование. Боевое Знамя части было сдано в Центральный музей Советской Армии, а ордена — в Главное управление кадров Министерства обороны.
- 21 декабря 1961 года было вручено Боевое Красное Знамя с орденами Кутузова II степени и Богдана Хмельницкого II степени и грамота к нему сформированной ракетной дивизии, которая стала именоваться 41-я гвардейская ракетная Львовско-Берлинская орденов Кутузова и Богдана Хмельницкого дивизия (1960—2001).

## Полное наименование
- 6-я гвардейская зенитная артиллерийская Львовско-Берлинская орденов Кутузова и Богдана Хмельницкого дивизия

## Состав
- 1995-й гвардейский Петроковский зенитный ариллерийский ордена Александра Невского полк
- 1999-й гвардейский Петроковский зенитный ариллерийский ордена Александра Невского полк
- 2003-й гвардейский Келецкий зенитный ариллерийский ордена Александра Невского полк
- 2007-й гвардейский Келецкий зенитный ариллерийский ордена Александра Невского полк

## Подчинение
- В составе 38-й армии и 4-й танковой армии (позднее 4-й гвардейской танковой армии) 1-го Украинского фронта

## Командиры
Дивизией командовали:
- полковник А. Ф. Козлов (октябрь 1943 — март 1945),
- полковник Н. А. Богун (март 1945 — до конца войны).

## Награды и наименования
| Награда (наименование)                | Дата       | За что получена |
| ------------------------------------- | ---------- | --- |
| Орден Кутузова II степени             | 04.06.1945 | За образцовое выполнение заданий командования в боях с немецкими захватчиками при освобождении города Праги и проявленные при этом доблесть и мужество                                         |
| Орден Богдана Хмельницкого II степени | 05.04.1945 | За образцовое выполнение заданий командования в боях с немецкими захватчиками при форсировании реки Одер северо-западнее города Бреслау (Бреславль) и проявленные при этом доблесть и мужество |
| «Львовская»                           | 10.08.1944 | за отличие в боях при освобождении г. Львов |
| «Берлинская»                          | 04.06.1945 | за отличие в боях при штурме Берлина |

### Награды полков
- Приказами Верховного Главнокомандующего от 19 февраля 1945 года за доблесть и героизм, проявленные личным составом в боях при взятии Кельце и города Пиотркув (Петроков), зенитно-артиллерийским полкам были присвоены почетные наименования: «Келецкий» — 2007-му и 2003-му, «Петроковский» — 1995-му и 1999-му зенитно-артиллерийским полкам.
- 17 марта 1945 года полки получили новую нумерацию: 431-й (бывший 1995-й) и 432-й (1999-й) гвардейские Петроковские зенитно-артиллерийские полки, 433-й (2003-й) и 434-й (2007-й) гвардейские Келецкие зенитно-артиллерийские полки.
- Указом Президиума Верховного Совета СССР от 26 мая 1945 года за образцовое выполнение заданий командования в боях с немецко-фашистскими захватчиками при прорыве обороны немцев на реке Нейсе и овладение городами Котбус, Любен, Бейлип, Лукенвальде, Тройенбритцен, Цана, Мариенфельде, Треббин, Рангсдорф, Дидерсдорф, проявленные при этом личным составом мужество и героизм все гвардейские зенитно-артиллерийские полки дивизии были награждены орденами Александра Невского.

### Преемники регалий
- Награды и наименования переданы в 138-ю гвардейскую зенитную артиллерийскую бригаду (в/ч 50457)
- В 1960 году награды и наименования переданы в 41-ю гвардейскую ракетную Львовско-Берлинскую орденов Кутузова и Богдана Хмельницкого дивизию. 21 декабря 1961 года дивизии было вручено Боевое Красное Знамя с орденами Кутузова II степени и Богдана Хмельницкого II степени и грамота к нему.

## Отличившиеся воины
- В ходе боевых действий с 12 июля 1944 до конца войны дивизия сбила 173 самолёта противника. За высокое воинское мастерство, мужество и отвагу 910 её воинов награждены орденами и медалями, а 2 удостоены звания Героя Советского Союза.
- Андрюшок, Николай Васильевич Герой Советского Союза наводчик орудия гвардии сержант
- Брусов, Иван Никифорович Герой Советского Союза (посмертно) командир зенитно-пулеметного отделения гвардии младший сержант.

Брусов И. Н. был навечно зачислен в списки войсковой части 45834.